# Spolätare
Spolätare (Menoponidae) är en familj i insektsordningen djurlöss som förekommer över hela världen och innehåller omkring 650 beskrivna arter. 
Spolätare lever på fåglar. Som hos andra löss sker utvecklingen från ägg till imago genom ofullständig förvandling. Många arter livnär sig både som nymfer och fullbildade insekter på fjädrar, men några livnär sig även på hudrester eller blod. Några arter kan orsaka infektioner och fjäderförluster i fjäderfäuppfödningar och betraktas som skadedjur. Ett exempel på detta är hönskropplusen (Menacanthus stramineus) och Menopon gallinae.
Till utseendet kännetecknas spolätare av ett proportionellt sett förhållandevis stort och brett huvud, som är närmast triangulärt till formen. Mundelarna är bitande. Kroppslängden är upp till 6 millimeter. Benen är korta och kraftiga och försedda med två klor. 